# Diego Pérez y Cisneros
Diego Pérez y Cisneros (Becerril de Campos ? - 1648) fue un pintor español.
Instalado en Álava desde bien joven donde estuvo activo toda su vida, (aunque también realizó algunas obras por encargo en la provincia de Burgos y en la de Valladolid), su labor fue exclusivamente la de dorador y policromador de retablos e imaginería, así como la restauración de piezas de orfebrería. Colaboró con Pedro Ruiz de Barrón y Lucas de Avena. 
Se ocupó, entre otros, del dorado y estofado de los siguientes retablos:
- Pintura del retablo del Ángel de la Guarda que se conserva en la Iglesia de San Pedro de Vitoria.
- Dorado y estofado del Retablo Mayor de San Miguel Arcángel en Vitoria (1636).
- Pintura del Retablo Mayor de Santa María de Salvatierra en Vitoria (1638).
- Pintura del retablo de San Juan Evangelista en Villoria.
- Pintura del retablo del Convento de San Francisco de Miranda de Ebro (1624).
- Pintura del Retablo Mayor de Ozaeta.